# Balohili Gomo
Balohili Gomo is een bestuurslaag in het regentschap Nias Selatan van de provincie Noord-Sumatra, Indonesië. Balohili Gomo telt 1061 inwoners (volkstelling 2010).